# فرنسيس يوسف شابو
فرنسيس يوسف شابو وُلد في عام 1951 في مانكيش، محافظة دهوك، وهو مهندس مدني. بعد تخرجه من جامعة الموصل عام 1975، عمل في عدة مناصب هندسية وإدارية في محافظة دهوك. انخرط شابو في السياسة في التسعينات وشارك بشكل فعال في الحركة الديمقراطية الآشورية (زوعا)، التي تمثل حقوق الشعب الآشوري في العراق. في عام 1992، تم انتخابه عضوًا في برلمان إقليم كردستان العراق، حيث شارك في لجنة الاقتصاد والتنمية وكان مسؤولًا عن متابعة القضايا المتعلقة بالقرى الآشورية المتنازع عليها.

## الحياة السياسية
انتخب فرنسيس شابو لعضوية البرلمان الكردستاني في عام 1992 ضمن قائمة الحركة الديمقراطية الآشورية. خلال فترة ولايته، عمل على القضايا الاقتصادية والتنموية، واهتم بشكل خاص بشكاوى الآشوريين من القرى المتنازع عليها، التي طُردوا منها في السابق من قبل الحكومة العراقية. في 31 مايو 1993، تعرض للاغتيال على يد مجموعة مسلحة أثناء توجهه إلى منزله في دهوك.

## الحياة المبكرة والتعليم
وُلد فرانسيس يوسف شابو في مانكيش بمحافظة دهوك عام 1951. تخرج من جامعة الموصل عام 1975 بدرجة بكالوريوس في الهندسة المدنية. عمل في عدة مناصب هندسية وإدارية في دهوك وكان آخرها مديرًا لقسم المياه والمجاري.
النشاط السياسي
انضم شابو إلى الحركة الديمقراطية الآشورية (زوعا) في 1991، وانتُخب عضوًا في البرلمان الكردي عام 1992. عمل بجد لدعم حقوق الشعب الآشوري في العراق من خلال مشاركته الفاعلة في لجان برلمانية متعددة.

## الاغتيال
في 31 مايو 1993، تم اغتيال فرنسيس يوسف شابو على يد مجموعة مسلحة. في البداية، كانت الجريمة تُعتبر مجهولة، ولكن مع مرور الوقت وظهور مزيد من عمليات الاغتيال السياسية، تم الكشف عن هوية القتلة. تبين أن القتلة كانوا على صلة بـ الحزب الديمقراطي الكردستاني، وكانت أبرز الأسماء المتداولة في القضية هي “وحيد كوفلي” و “خالد حاجي الهمزاني” مع مجموعة من أتباعهم. وقد تبين أيضًا أن القتلة كانوا مرتبطين بـ النظام البعثي العراقي آنذاك، وكانت دوافع الاغتيال تتعلق بتصفية الشخصيات البارزة في الحركة الديمقراطية الآشورية بهدف زعزعة استقرار الإقليم.
في 2003، نشرت صحيفة هاولاتي الكردية وثائق كشفت تورط خالد حاجي الهمزاني، الذي كان يشغل منصبًا عسكريًا في جهاز المخابرات العراقي في تلك الفترة، حيث كان المسؤول عن الجريمة. وأكدت الوثائق أن مجموعة من خمسة أفراد، بقيادة الهمزاني، نفذت عمليات إرهابية لصالح النظام البعثي. وقد تسببت القضية في جدل واسع في إقليم كردستان العراق، حيث اتُهمت السلطات بعدم اتخاذ الإجراءات القانونية الكافية ضد الجناة الذين فروا إلى الموصل تحت سيطرة النظام البعثي. وفي 1994، اعترف مسعود البرزاني، رئيس الحزب الديمقراطي الكردستاني، في تصريحات للمنظمات الحقوقية بوجود أدلة تُثبت تورط الحكومة العراقية في الجريمة.
الإرث
تم تكريم شابو بعد استشهاده، حيث وصفه نائب السكرتير العام للحركة الديمقراطية الآشورية، يعقوب كوركيس، بأنه “أول شهيد لبرلمان إقليم كردستان”. ترك شابو وراءه زوجة وثلاثة أطفال، ويُعتبر من أبرز الشهداء الذين ضحوا من أجل حقوق الشعب الآشوري في العراق.